# Thủ tướng Serbia
Thủ tướng Serbia (tiếng Serbia: Премијер Србије  / Premijer Srbije), chính thức là Chủ tịch Chính phủ Cộng hòa Serbia (tiếng Serbia: Председник Владе Републике Србије  / Predsednik Vlade Republike Srbije), là người đứng đầu Chính phủ Serbia. Vai trò của Thủ tướng là chỉ đạo công việc của Chính phủ, và trình Quốc hội chương trình của Chính phủ, bao gồm danh sách các bộ trưởng được đề xuất. Sự từ chức của Thủ tướng sẽ khiến Chính phủ sụp đổ.
Thủ tướng đương nhiệm, Đuro Macut, được cựu Thủ tướng đồng thời là Tổng thống mới đắc cử của Cộng hòa, ông Alexanderar Vučić đề cử và được Quốc hội bầu và bổ nhiệm vào ngày 16 tháng 4 năm 2025.

## Lịch sử
Chính phủ Serbia hiện đại đầu tiên được thành lập ngày 27 tháng 8 năm 1805 tại Voljavča gần Stragari, trong suốt Cuộc nổi dậy đầu tiên của người Serbia, như Hội đồng Chính phủ (Правитељствујушчи Совјет / Praviteljstvujušči Sovjet), trong khi danh hiệu của người đứng đầu chính phủ là Chủ tịch Hội đồng Chính phủ. Ban đầu Hội đồng không có bộ trưởng, chỉ có thành viên, nhưng năm 1811 các bộ hiện đại đã được thành lập. Chính phủ đã không còn tồn tại với sự sụp đổ của cuộc nổi dậy đầu tiên của người Serbia vào ngày 3 tháng 10 năm 1813, tuy nhiên sau đó vẫn tiếp tục lưu vong ở Hotin (Đế quốc Nga) từ năm 1813 đến năm 1814.
Chính phủ đã được khôi phục vào ngày 21 tháng 11 năm 1815 sau Cuộc nổi dậy thứ hai của người Serbia. Đứng đầu chính phủ theo hinh thức là đại diện của Hoàng thân (Књажевски представник / Knjaževski predstavnik). Hình thức này vẫn được giữ chính thức cho đến năm 1861, ngay cả sau khi thành lập chính phủ lập hiến năm 1835. Trước ngày đó, chức vụ không có tầm quan trọng hay ảnh hưởng lớn và chỉ phụ thuộc vào mệnh lệnh của Hoàng thân Miloš Obrenović.
Từ năm 1861 cho đến năm 1903, người đứng đầu chính phủ đã được gọi là Chủ tịch các Bộ (Председник министарства / Predsednik ministarstva).
Từ năm 1903 cho đến khi thành lập Vương quốc Serb, Croats và Slovenes vào ngày 1 tháng 12 năm 1918, người đứng đầu chính phủ đã được phong là Chủ tịch Hội đồng Bộ trưởng (Председник Министарског савета / Predsednik Ministarskog saveta).
Dưới chế độ cộng sản sau năm 1945, Serbia có một loại chính phủ được chỉ định bởi Tito, chống lại chính phủ do Đức quốc xã thành lập vào tháng 9 năm 1941. Đầu tiên, "người đứng đầu chính phủ" được phong là Chủ tịch Hội đồng Điều hành của Hội đồng Tự do Quốc gia Tối cao cho đến ngày 7 tháng 3 năm 1945. Vào ngày đó, một bộ của Serbia đã được thành lập trong chính phủ Nam Tư (như tất cả năm nước cộng hòa khác), với Bộ trưởng Serbia chịu trách nhiệm thành lập chính phủ độc đảng đầu tiên của Serbia sau chiến tranh, diễn ra vào ngày 9 Tháng 4/1945. Các chính phủ do Tổng thống Chính phủ đứng đầu cho đến ngày 3 tháng 2 năm 1953, Chủ tịch Hội đồng Điều hành cho đến ngày 15 tháng 1 năm 1991 và một lần nữa là Chủ tịch Chính phủ, nhưng thuật ngữ Thủ tướng được sử dụng thông tục (đặc biệt là trên phương tiện truyền thông) kể từ chính phủ Dragutin Zelenović vào năm 1991. Trong một số bài viết sau đó về lịch sử gần đây của Serbia, thuật ngữ này được áp dụng hồi tố cho Stanko Radmilović, Desimir Jevtić và thậm chí trở lại chính phủ của Ivan Stambolić.

## Danh sách thủ tướng

### Cách mạng Serbia (1804 – 1813)
Không đảng phái
| Thứ                                 | Đứng đầu chính phủ | Đứng đầu chính phủ | Đứng đầu chính phủ                    | Sinh - mất | Nhậm chức                | Hết nhiệm                | Đảng phái | Ghi chú |
| ----------------------------------- | ------------------ | ------------------ | ------------------------------------- | ---------- | ------------------------ | ------------------------ | --------- | --- |
| Chủ tịch Hội đồng Quản lý 1805–1814 |                    |                    |                                       |            |                          |                          |           | |
| 1                                   | Mateja Nenadović   |                    | Mateja Nenadović Матеја Ненадовић     | 1777–1854  | ngày 27 tháng 8 năm 1805 | Tháng 1 năm 1807         | Không     | |
| 2                                   | Mladen Milovanović |                    | Mladen Milovanović Младен Миловановић | 1760–1823  | Tháng 1 năm 1807         | 1810                     | Không     | Nhiệm kỳ đầu tiên; sau khi thành lập các bộ hiện đại vào năm 1811, ông trở thành Bộ trưởng Bộ Quốc phòng đầu tiên của Serbia                                     |
| 3                                   | Jakov Nenadović    |                    | Jakov Nenadović Јаков Ненадовић       | 1765–1836  | 1810                     | ngày 22 tháng 1 năm 1811 | Không     | Chú của Mateja Nenadović; sau khi các bộ hiện đại được thành lập vào năm 1811 đã trở thành Bộ trưởng Nội vụ đầu tiên của Serbia                                  |
| 4                                   | Karađorđe Petrović |                    | Karađorđe Petrović Карађорђе Петровић | 1762–1817  | ngày 22 tháng 1 năm 1811 | ngày 3 tháng 10 năm 1813 | Không     | Nguyên thủ quốc gia (Grand Vožd) từ năm 1804; người sáng lập Nhà Karađorđević; sau cải cách hiến pháp năm 1811, cũng đảm nhiệm chức vụ Chủ tịch Hội đồng quản lý |
| (2)                                 | Mladen Milovanović |                    | Mladen Milovanović Младен Миловановић | 1760–1823  | 1813                     | 1814                     | Không     | Nhiệm ky thứ hai, sau lưu vong tại Khotyn, Đế quốc Nga |

### Công quốc Serbia (1815 – 1882)
Đảng Bảo thủ
      Đảng Tự do
      Đảng Tiến bộ Serbia
      Không đảng phái
| Thứ                           | Đứng đầu chính phủ          | Đứng đầu chính phủ | Đứng đầu chính phủ                                      | Sinh - mất | Nhậm chức                 | Hết nhiệm                 | Đảng phái           | Ghi chú |
| ----------------------------- | --------------------------- | ------------------ | ------------------------------------------------------- | ---------- | ------------------------- | ------------------------- | ------------------- | --- |
| Đại diện Hoàng thân 1815–1861 |                             |                    |                                                         |            |                           |                           |                     | |
| 5                             | Petar Nikolajević Moler     |                    | Petar Nikolajević Moler Петар Николајевић Молер         | 1775–1816  | ngày 21 tháng 11 năm 1815 | ngày 16 tháng 5 năm 1816  | Không               | |
| 6                             | Jevrem Obrenović            |                    | Jevrem Obrenović Јеврем Обреновић                       | 1790–1856  | 1821                      | 1826                      | Không               | Em trai út của Thân vương Miloš Obrenović.                                                                                |
| 7                             |                             |                    | Miloje Todorović Милоје Тодоровић                       | 1762–1832  | 1826                      | 1826                      | Không               | |
| 8                             | Dimitrije Davidović         |                    | Dimitrije Davidović Димитрије Давидовић                 | 1789–1839  | 1826                      | 1829                      | Không               | |
| 9                             |                             |                    | Koča Marković Коча Марковић                             | 1795–1836  | ngày 15 tháng 2 năm 1835  | ngày 28 tháng 3 năm 1836  | Không               | |
| N/A                           |                             |                    | Stefan Stefanović Tenka Стефан Стефановић Тенка         | 1797–1865  | ngày 28 tháng 3 năm 1836  | ngày 26 tháng 2 năm 1839  | Không               | Quyền. |
| 10                            | Avram Petronijević          |                    | Avram Petronijević Аврам Петронијевић                   | 1791–1852  | ngày 26 tháng 2 năm 1839  | ngày 7 tháng 4 năm 1840   | Không               | Nhiệm kỳ thứ nhất. |
| N/A                           |                             |                    | Paun Janković Паун Јанковић                             | 1808–1865  | ngày 7 tháng 4 năm 1840   | ngày 15 tháng 5 năm 1840  | Không               | Quyền. |
| 11                            |                             |                    | Đorđe Protić Ђорђе Протић                               | 1793–1857  | ngày 15 tháng 5 năm 1840  | ngày 7 tháng 9 năm 1842   | Không               | |
| (10)                          | Avram Petronijević          |                    | Avram Petronijević Аврам Петронијевић                   | 1791–1852  | ngày 7 tháng 9 năm 1842   | ngày 6 tháng 10 năm 1843  | Không               | Nhiệm kỳ thứ hai. |
| 12                            | Aleksa Simić                |                    | Aleksa Simić Алекса Симић                               | 1800–1872  | ngày 6 tháng 10 năm 1843  | ngày 11 tháng 10 năm 1844 | Không               | Nhiệm kỳ thứ nhất. |
| (10)                          | Avram Petronijević          |                    | Avram Petronijević Аврам Петронијевић                   | 1791–1852  | ngày 11 tháng 10 năm 1844 | ngày 22 tháng 4 năm 1852  | Không               | Nhiệm kỳ thứ ba. Mất tại Constantinople trong chuyến thăm chính thức tới Ottoman.                                         |
| 13                            | Ilija Garašanin             |                    | Ilija Garašanin Илија Гарашанин                         | 1812–1874  | ngày 22 tháng 4 năm 1852  | ngày 26 tháng 3 năm 1853  | Không               | Nhiệm kỳ thứ nhất. |
| (12)                          | Aleksa Simić                |                    | Aleksa Simić Алекса Симић                               | 1800–1872  | ngày 26 tháng 3 năm 1853  | ngày 28 tháng 12 năm 1855 | Không               | Nhiệm kỳ thứ nhất. |
| 14                            |                             |                    | Aleksa Janković Алекса Јанковић                         | 1806–1869  | ngày 28 tháng 12 năm 1855 | ngày 10 tháng 6 năm 1856  | Không               | |
| N/A                           |                             |                    | Stevan Marković Стеван Марковић                         | 1804–1864  | ngày 10 tháng 6 năm 1856  | ngày 28 tháng 9 năm 1856  | Không               | Quyền. |
| (12)                          | Aleksa Simić                |                    | Aleksa Simić Алекса Симић                               | 1800–1872  | ngày 28 tháng 9 năm 1856  | ngày 1 tháng 7 năm 1857   | Không               | Nhiệm kỳ thứ ba. |
| 15                            |                             |                    | Stevan Marković Стеван Марковић                         | 1804–1864  | ngày 1 tháng 7 năm 1857   | ngày 12 tháng 6 năm 1858  | Không               | |
| 16                            |                             |                    | Stevan Magazinović Стеван Магазиновић                   | 1804–1874  | ngày 12 tháng 6 năm 1858  | ngày 18 tháng 4 năm 1859  | Không               | |
| 17                            |                             |                    | Cvetko Rajović Цветко Рајовић                           | 1793–1873  | ngày 18 tháng 4 năm 1859  | ngày 8 tháng 11 năm 1860  | Không               | |
| 18                            | Filip Hristić               |                    | Filip Hristić Филип Христић                             | 1819–1905  | ngày 8 tháng 11 năm 1860  | ngày 21 tháng 10 năm 1861 | Không               | |
| Chủ tịch các Bộ 1861–1882     |                             |                    |                                                         |            |                           |                           |                     | |
| (13)                          | Ilija Garašanin             |                    | Ilija Garašanin Илија Гарашанин                         | 1812–1874  | ngày 21 tháng 10 năm 1861 | ngày 15 tháng 11 năm 1867 | Đảng Bảo thủ        | Nhiệm kỳ thứ hai. |
| 19                            | Jovan Ristić                |                    | Jovan Ristić Јован Ристић                               | 1831–1899  | ngày 15 tháng 11 năm 1867 | ngày 3 tháng 12 năm 1867  | Đảng Tự do          | Nhiệm kỳ thứ nhất. |
| 20                            | Nikola Hristić              |                    | Nikola Hristić Никола Христић                           | 1818–1911  | ngày 3 tháng 12 năm 1867  | ngày 3 tháng 7 năm 1868   | Đảng Bảo thủ        | Nhiệm kỳ thứ nhất. |
| 21                            |                             |                    | Đorđe Cenić Ђорђе Ценић                                 | 1825–1903  | ngày 3 tháng 7 năm 1868   | ngày 8 tháng 8 năm 1869   | Đảng Bảo thủ        | |
| 22                            | Radivoje Milojković         |                    | Radivoje Milojković Радивоје Милојковић                 | 1832–1888  | ngày 8 tháng 8 năm 1869   | ngày 22 tháng 8 năm 1872  | Đảng Tự do          | Bị cách chức khi Thân vương Milan IV, lúc đó vừa tròn mười tám tuổi, đến tuổi trưởng thành và bổ nhiệm một chính phủ mới. |
| 23                            | Milivoje Petrović Blaznavac |                    | Milivoje Petrović Blaznavac Миливоје Петровић Блазнавац | 1824–1873  | ngày 22 tháng 8 năm 1872  | ngày 5 tháng 4 năm 1873   | Không đảng phái     | Sĩ quan quân đội (tướng). Chết khi đang tại nhiệm vì nguyên nhân tự nhiên.                                                |
| (19)                          | Jovan Ristić                |                    | Jovan Ristić Јован Ристић                               | 1831–1899  | ngày 5 tháng 4 năm 1873   | ngày 3 tháng 11 năm 1873  | Đảng Tự do          | Nhiệm kỳ thứ hai; là quyền thủ tướng tới ngày 14 tháng 4 năm 1873                                                         |
| 24                            |                             |                    | Jovan Marinović Јован Мариновић                         | 1821–1893  | ngày 3 tháng 11 năm 1873  | ngày 7 tháng 12 năm 1874  | Đảng Tiến bộ Serbia | |
| 25                            | Aćim Čumić                  |                    | Aćim Čumić Аћим Чумић                                   | 1836–1901  | ngày 7 tháng 12 năm 1874  | ngày 3 tháng 2 năm 1875   | Đảng Tiến bộ Serbia | |
| 26                            |                             |                    | Danilo Stefanović Данило Стефановић                     | 1815–1886  | ngày 3 tháng 2 năm 1875   | ngày 31 tháng 8 năm 1875  | Đảng Bảo thủ        | |
| 27                            |                             |                    | Stevča Mihailović Стевча Михаиловић                     | 1804–1888  | ngày 31 tháng 8 năm 1875  | ngày 8 tháng 10 năm 1875  | Đảng Tự do          | Nhiệm kỳ thứ nhất. |
| 28                            | Ljubomir Kaljević           |                    | Ljubomir Kaljević Љубомир Каљевић                       | 1841–1907  | ngày 8 tháng 10 năm 1875  | ngày 6 tháng 5 năm 1876   | Đảng Tiến bộ Serbia | |
| (27)                          |                             |                    | Stevča Mihailović Стевча Михаиловић                     | 1804–1888  | ngày 6 tháng 5 năm 1876   | ngày 13 tháng 10 năm 1878 | Đảng Tự do          | Nhiệm kỳ thứ hai. |
| (19)                          | Jovan Ristić                |                    | Jovan Ristić Јован Ристић                               | 1831–1899  | ngày 13 tháng 10 năm 1878 | ngày 2 tháng 11 năm 1880  | Đảng Tự do          | Nhiệm kỳ thứ ba. |
| 29                            |                             |                    | Milan Piroćanac Милан Пироћанац                         | 1837–1897  | ngày 2 tháng 11 năm 1880  | ngày 6 tháng 3 năm 1882   | Đảng Tiến bộ Serbia | |

### Vương quốc Serbia (1882 – 1918)
Đảng Tiến bộ Serbia
      Đảng Bảo thủ
      Đảng Tự do
      Đảng Nhân dân Cấp tiến
      Đảng Cấp tiến Độc lập
      Không đảng phái
| Presidents of the Ministry 1882–1903            |                           |  |                                                     |           |                           |                           |                        | |
| (29)                                            |                           |  | Milan Piroćanac Милан Пироћанац                     | 1837–1897 | ngày 6 tháng 3 năm 1882   | ngày 3 tháng 10 năm 1883  | Đảng Tiến bộ Serbia    | |
| (20)                                            | Nikola Hristić            |  | Nikola Hristić Никола Христић                       | 1818–1911 | ngày 3 tháng 10 năm 1883  | ngày 19 tháng 2 năm 1884  | Đảng Bảo thủ           | Nhiệm kỳ thứ hai. |
| 30                                              | Milutin Garašanin         |  | Milutin Garašanin Милутин Гарашанин                 | 1843–1908 | ngày 19 tháng 2 năm 1884  | ngày 13 tháng 6 năm 1887  | Đảng Cấp tiến Serbia   | |
| (19)                                            | Jovan Ristić              |  | Jovan Ristić Јован Ристић                           | 1831–1899 | ngày 13 tháng 6 năm 1887  | ngày 1 tháng 1 năm 1888   | Đảng Tự do             | Nhiệm kỳ thứ tư. |
| 31                                              | Sava Grujić               |  | Sava Grujić Сава Грујић                             | 1840–1913 | ngày 1 tháng 1 năm 1888   | ngày 27 tháng 4 năm 1888  | Đảng Nhân dân Cấp tiến | Nhiệm kỳ thứ nhất. |
| (20)                                            | Nikola Hristić            |  | Nikola Hristić Никола Христић                       | 1818–1911 | ngày 27 tháng 4 năm 1888  | ngày 19 tháng 1 năm 1889  | Đảng Bảo thủ           | Nhiệm kỳ thứ ba. |
| 32                                              | Kosta Protić              |  | Kosta Protić Коста Протић                           | 1831–1892 | ngày 19 tháng 1 năm 1889  | ngày 7 tháng 3 năm 1889   | Không đảng phái        | Sĩ quan quân đội (tướng). |
| (31)                                            | Sava Grujić               |  | Sava Grujić Сава Грујић                             | 1840–1913 | ngày 7 tháng 3 năm 1889   | ngày 23 tháng 2 năm 1891  | Đảng Nhân dân Cấp tiến | Nhiệm kỳ thứ hai. |
| 33                                              | Nikola Pašić              |  | Nikola Pašić Никола Пашић                           | 1845–1926 | ngày 23 tháng 2 năm 1891  | ngày 22 tháng 8 năm 1892  | Đảng Nhân dân Cấp tiến | Nhiệm kỳ thứ nhất. |
| 34                                              | Jovan Avakumović          |  | Jovan Avakumović Јован Авакумовић                   | 1841–1928 | ngày 22 tháng 8 năm 1892  | ngày 13 tháng 4 năm 1893  | Đảng Tự do             | Nhiệm kỳ đầu tiên.. Bị cách chức khi Vua Aleksandar I, lúc đó mới mười bảy tuổi, tiến hành đảo chính, tuyên bố mình đã đủ tuổi và bãi nhiệm các nhiếp chính cùng chính phủ của họ. |
| 35                                              | Lazar Dokić               |  | Lazar Dokić Лазар Докић                             | 1845–1893 | ngày 13 tháng 4 năm 1893  | ngày 5 tháng 12 năm 1893  | Đảng Nhân dân Cấp tiến | Chết khi đang tại nhiệm vì nguyên nhân tự nhiên. |
| (31)                                            | Sava Grujić               |  | Sava Grujić Сава Грујић                             | 1840–1913 | ngày 5 tháng 12 năm 1893  | ngày 24 tháng 1 năm 1894  | Đảng Nhân dân Cấp tiến | Nhiệm kỳ thứ ba. |
| 36                                              | Đorđe Simić               |  | Đorđe Simić Ђорђе Симић                             | 1843–1921 | ngày 24 tháng 1 năm 1894  | ngày 3 tháng 4 năm 1894   | Đảng Nhân dân Cấp tiến | Nhiệm kỳ thứ nhất. |
| 37                                              | Svetomir Nikolajević      |  | Svetomir Nikolajević Светомир Николајевић           | 1844–1922 | ngày 3 tháng 4 năm 1894   | ngày 27 tháng 10 năm 1894 | Đảng Nhân dân Cấp tiến | |
| (20)                                            | Nikola Hristić            |  | Nikola Hristić Никола Христић                       | 1818–1911 | ngày 27 tháng 10 năm 1894 | ngày 7 tháng 7 năm 1895   | Đảng Bảo thủ           | Nhiệm kỳ thứ tư. |
| 38                                              | Stojan Novaković          |  | Stojan Novaković Стојан Новаковић                   | 1842–1915 | ngày 7 tháng 7 năm 1895   | ngày 27 tháng 12 năm 1896 | Đảng Tiến bộ Serbia    | Nhiệm kỳ thứ nhất. |
| (36)                                            | Đorđe Simić               |  | Đorđe Simić Ђорђе Симић                             | 1843–1921 | ngày 27 tháng 12 năm 1896 | ngày 19 tháng 10 năm 1897 | Đảng Nhân dân Cấp tiến | Nhiệm kỳ thứ hai. |
| 39                                              | Vladan Đorđević           |  | Vladan Đorđević Владан Ђорђевић                     | 1844–1930 | ngày 19 tháng 10 năm 1897 | ngày 25 tháng 7 năm 1900  | Đảng Tiến bộ Serbia    | |
| 40                                              | Aleksa Jovanović          |  | Aleksa Jovanović Алекса Јовановић                   | 1846–1920 | ngày 25 tháng 7 năm 1900  | ngày 3 tháng 4 năm 1901   | Không đảng phái        | |
| 41                                              | Mihailo Vujić             |  | Mihailo Vujić Михаило Вујић                         | 1853–1913 | ngày 3 tháng 4 năm 1901   | ngày 20 tháng 10 năm 1902 | Đảng Nhân dân Cấp tiến | |
| 42                                              |                           |  | Petar Velimirović Петар Велимировић                 | 1848–1921 | ngày 20 tháng 10 năm 1902 | ngày 20 tháng 11 năm 1902 | Đảng Nhân dân Cấp tiến | Nhiệm kỳ thứ nhất. |
| 43                                              | Dimitrije Cincar-Marković |  | Dimitrije Cincar-Marković Димитрије Цинцар-Марковић | 1849–1903 | ngày 20 tháng 11 năm 1902 | ngày 11 tháng 6 năm 1903  | Không đảng phái        | Sĩ quan quân đội (tướng). Bị ám sát trong cuộc đảo chính tháng Năm. |
| Presidents of the Ministerial Council 1903–1918 |                           |  |                                                     |           |                           |                           |                        | |
| (34)                                            | Jovan Avakumović          |  | Jovan Avakumović Јован Авакумовић                   | 1841–1928 | ngày 11 tháng 6 năm 1903  | ngày 4 tháng 10 năm 1903  | Đảng Tự do             | Nhiệm kỳ thứ hai. |
| (31)                                            | Sava Grujić               |  | Sava Grujić Сава Грујић                             | 1840–1913 | ngày 4 tháng 10 năm 1903  | ngày 10 tháng 12 năm 1904 | Đảng Nhân dân Cấp tiến | Nhiệm kỳ thứ tư. |
| (33)                                            | Nikola Pašić              |  | Nikola Pašić Никола Пашић                           | 1845–1926 | ngày 10 tháng 12 năm 1904 | ngày 28 tháng 5 năm 1905  | Đảng Nhân dân Cấp tiến | Nhiệm kỳ thứ hai. |
| 44                                              |                           |  | Ljubomir Stojanović Љубомир Стојановић              | 1860–1930 | ngày 28 tháng 5 năm 1905  | ngày 7 tháng 3 năm 1906   | Đảng Cấp tiến Độc lập  | |
| (31)                                            | Sava Grujić               |  | Sava Grujić Сава Грујић                             | 1840–1913 | ngày 7 tháng 3 năm 1906   | ngày 29 tháng 4 năm 1906  | Đảng Nhân dân Cấp tiến | Nhiệm kỳ thứ năm. |
| (33)                                            | Nikola Pašić              |  | Nikola Pašić Никола Пашић                           | 1845–1926 | ngày 29 tháng 4 năm 1906  | ngày 20 tháng 7 năm 1908  | Đảng Nhân dân Cấp tiến | Nhiệm kỳ thứ ba. |
| (42)                                            |                           |  | Petar Velimirović Петар Велимировић                 | 1848–1921 | ngày 20 tháng 7 năm 1908  | ngày 22 tháng 2 năm 1909  | Đảng Nhân dân Cấp tiến | Nhiệm kỳ thứ hai. |
| (38)                                            | Stojan Novaković          |  | Stojan Novaković Стојан Новаковић                   | 1842–1915 | ngày 22 tháng 2 năm 1909  | ngày 24 tháng 10 năm 1909 | Đảng Tiến bộ Serbia    | Nhiệm kỳ thứ hai. |
| (33)                                            | Nikola Pašić              |  | Nikola Pašić Никола Пашић                           | 1845–1926 | ngày 24 tháng 10 năm 1909 | ngày 4 tháng 7 năm 1911   | Đảng Nhân dân Cấp tiến | Nhiệm kỳ thứ tư. |
| 45                                              | Milovan Milovanović       |  | Milovan Milovanović Милован Миловановић             | 1863–1912 | ngày 4 tháng 7 năm 1911   | ngày 18 tháng 6 năm 1912  | Đảng Nhân dân Cấp tiến | Chết khi đang tại nhiệm vì nguyên nhân tự nhiên. |
| 46                                              | Marko Trifković           |  | Marko Trifković Марко Трифковић                     | 1864–1928 | ngày 18 tháng 6 năm 1912  | ngày 12 tháng 9 năm 1912  | Đảng Nhân dân Cấp tiến | |
| (33)                                            | Nikola Pašić              |  | Nikola Pašić Никола Пашић                           | 1845–1926 | ngày 12 tháng 9 năm 1912  | ngày 1 tháng 12 năm 1918  | Đảng Nhân dân Cấp tiến | Nhiệm kỳ thứ năm. Trở thành quyền Thủ tướng Nam Tư vào ngày 1 tháng 12 năm 1918.                                                                                                   |
| →                                               |                           |  |                                                     |           |                           |                           |                        | |

### Cộng hòa xã hội chủ nghĩa Serbia ở SFR Nam Tư (1945 – 1992)
Nam Tư Cộng sản Liên đoàn       Đảng Xã hội Serbia
| Thứ                                                                       | Đứng đầu chính phủ          | Đứng đầu chính phủ | Đứng đầu chính phủ                            | Sinh - mất | Nhậm chức                                    | Hết nhiệm          | Đảng phái                                        | Ghi chú |
| ------------------------------------------------------------------------- | --------------------------- | ------------------ | --------------------------------------------- | ---------- | -------------------------------------------- | ------------------ | ------------------------------------------------ | --- |
| Chủ tịch Hội đồng Điều hành của Hội đồng Tự do Quốc gia Tối cao 1941–1945 |                             |                    |                                               |            |                                              |                    |                                                  | |
| N/A                                                                       |                             |                    | Petar Stambolić Петар Стамболић               | 1912–2007  | September 1941                               | 7 March 1945       | Đảng Cộng sản Nam Tư                             | |
| N/A                                                                       | —                           |                    | Petar Stambolić Петар Стамболић               | 1912–2007  |                                              |                    | Đảng Cộng sản Nam Tư                             | |
| Bộ trưởng Serbia 1945                                                     |                             |                    |                                               |            |                                              |                    |                                                  | |
| N/A                                                                       | Tập tin:Jasa Prodanovic.jpg |                    | Jaša Prodanović Јаша Продановић               | 1867–1948  | 7 tháng 3 năm 1945                           | 9 tháng 4 năm 1945 | Đảng Cộng sản Nam Tư                             | |
| N/A                                                                       | Tập tin:Jasa Prodanovic.jpg | —                  | Jaša Prodanović Јаша Продановић               | 1867–1948  |                                              |                    | Đảng Cộng sản Nam Tư                             | |
| Thủ tướng 1945–1953                                                       |                             |                    |                                               |            |                                              |                    |                                                  | |
| 1 (47)                                                                    |                             |                    | Blagoje Nešković Благоје Нешковић             | 1907–1984  | 9 tháng 4 năm 1945                           | 5 tháng 9 năm 1948 | Đảng Cộng sản Nam Tư                             | |
| 1 (47)                                                                    | —                           |                    | Blagoje Nešković Благоје Нешковић             | 1907–1984  |                                              |                    | Đảng Cộng sản Nam Tư                             | |
| 2 (48)                                                                    |                             |                    | Petar Stambolić Петар Стамболић               | 1912–2007  | 5 tháng 9 1948                               | 5 tháng 2 1953     | Đảng Cộng sản Nam Tư (đổi tên năm 1952)          | |
| 2 (48)                                                                    | —                           | —                  | Petar Stambolić Петар Стамболић               | 1912–2007  | Nam Tư Cộng sản Liên đoàn (đổi tên năm 1952) |                    |                                                  | |
| Chủ tịch Hội đồng Điều hành 1953–1991                                     |                             |                    |                                               |            |                                              |                    |                                                  | |
| (2) (48)                                                                  |                             |                    | Petar Stambolić Петар Стамболић               | 1912–2007  | 5 tháng 2 1953                               | 16 tháng 12 1953   | Nam Tư Cộng sản Liên đoàn                        | |
| (2) (48)                                                                  | —                           |                    | Petar Stambolić Петар Стамболић               | 1912–2007  |                                              |                    | Nam Tư Cộng sản Liên đoàn                        | |
| 3 (49)                                                                    |                             |                    | Jovan Veselinov Јован Веселинов               | 1906–1982  | 16 tháng 12 1953                             | 6 tháng 4 1957     | Nam Tư Cộng sản Liên đoàn                        | |
| 3 (49)                                                                    | —                           |                    | Jovan Veselinov Јован Веселинов               | 1906–1982  |                                              |                    | Nam Tư Cộng sản Liên đoàn                        | |
| 4 (50)                                                                    |                             |                    | Miloš Minić Милош Минић                       | 1914–2003  | 6 tháng 4 1957                               | 9 tháng 6 1962     | Nam Tư Cộng sản Liên đoàn                        | |
| 4 (50)                                                                    | —                           |                    | Miloš Minić Милош Минић                       | 1914–2003  |                                              |                    | Nam Tư Cộng sản Liên đoàn                        | |
| 5 (51)                                                                    |                             |                    | Slobodan Penezić Krcun Слободан Пенезић Крцун | 1918–1964  | 9 tháng 6 1962                               | 6 tháng 11 1964    | Nam Tư Cộng sản Liên đoàn                        | Bị giết trong một vụ tai nạn giao thông đáng ngờ. |
| 5 (51)                                                                    | —                           |                    | Slobodan Penezić Krcun Слободан Пенезић Крцун | 1918–1964  |                                              |                    | Nam Tư Cộng sản Liên đoàn                        | Bị giết trong một vụ tai nạn giao thông đáng ngờ. |
| N/A                                                                       |                             |                    | Stevan Doronjski Стеван Дороњски              | 1919–1981  | 6 tháng 11 1964                              | 17 tháng 11 1964   | Nam Tư Cộng sản Liên đoàn                        | Quyền (sau cái chết của Penezić's ) |
| N/A                                                                       | —                           |                    | Stevan Doronjski Стеван Дороњски              | 1919–1981  |                                              |                    | Nam Tư Cộng sản Liên đoàn                        | Quyền (sau cái chết của Penezić's ) |
| 6 (52)                                                                    |                             |                    | Dragi Stamenković Драги Стаменковић           | 1920–2004  | 17 tháng 11 1964                             | 6 tháng 6 1967     | Nam Tư Cộng sản Liên đoàn                        | |
| 6 (52)                                                                    | —                           |                    | Dragi Stamenković Драги Стаменковић           | 1920–2004  |                                              |                    | Nam Tư Cộng sản Liên đoàn                        | |
| 7 (53)                                                                    |                             |                    | Đurica Jojkić Ђурица Јојкић                   | 1914–1981  | 6 tháng 6 1967                               | 7 tháng 5 1969     | Nam Tư Cộng sản Liên đoàn                        | |
| 7 (53)                                                                    | —                           |                    | Đurica Jojkić Ђурица Јојкић                   | 1914–1981  |                                              |                    | Nam Tư Cộng sản Liên đoàn                        | |
| 8 (54)                                                                    |                             |                    | Milenko Bojanić Миленко Бојанић               | 1924–1987  | 7 tháng 5 1969                               | 6 tháng 5 1974     | Nam Tư Cộng sản Liên đoàn                        | |
| 8 (54)                                                                    | —                           |                    | Milenko Bojanić Миленко Бојанић               | 1924–1987  |                                              |                    | Nam Tư Cộng sản Liên đoàn                        | |
| 9 (55)                                                                    |                             |                    | Dušan Čkrebić Душан Чкребић                   | born 1927  | 6 May 1974                                   | 6 May 1978         | Nam Tư Cộng sản Liên đoàn                        | |
| 9 (55)                                                                    | —                           |                    | Dušan Čkrebić Душан Чкребић                   | born 1927  |                                              |                    | Nam Tư Cộng sản Liên đoàn                        | |
| 10 (56)                                                                   |                             |                    | Ivan Stambolić Иван Стамболић                 | 1936–2000  | 6 tháng 5 1978                               | 5 tháng 5 1982     | Nam Tư Cộng sản Liên đoàn                        | |
| 10 (56)                                                                   | —                           |                    | Ivan Stambolić Иван Стамболић                 | 1936–2000  |                                              |                    | Nam Tư Cộng sản Liên đoàn                        | |
| 11 (57)                                                                   |                             |                    | Branislav Ikonić Бранислав Иконић             | 1928–2002  | 5 tháng 5 1982                               | 6 tháng 5 1986     | Nam Tư Cộng sản Liên đoàn                        | |
| 11 (57)                                                                   | —                           |                    | Branislav Ikonić Бранислав Иконић             | 1928–2002  |                                              |                    | Nam Tư Cộng sản Liên đoàn                        | |
| 12 (58)                                                                   |                             |                    | Desimir Jevtić Десимир Јевтић                 | 1938–2017  | 6 tháng 5 1986                               | 5 tháng 12 1989    | Nam Tư Cộng sản Liên đoàn                        | |
| 12 (58)                                                                   | —                           |                    | Desimir Jevtić Десимир Јевтић                 | 1938–2017  |                                              |                    | Nam Tư Cộng sản Liên đoàn                        | |
| 13 (59)                                                                   |                             |                    | Stanko Radmilović Станко Радмиловић           | 1936–2018  | 5 tháng 12 1989                              | 15 tháng 1 1991    | Nam Tư Cộng sản Liên đoàn (đến tháng 1 năm 1990) | Nam Tư Cộng sản Liên đoàn đã bị giải thể vào tháng 1 năm 1990 thành sáu đảng chính trị (mỗi nước cộng hòa một đảng), ở Serbia có Đảng Xã hội Serbia. |
| 13 (59)                                                                   | —                           | —                  | Stanko Radmilović Станко Радмиловић           | 1936–2018  | Đảng Xã hội Serbia (từ tháng 1 năm 1990)     |                    |                                                  | Nam Tư Cộng sản Liên đoàn đã bị giải thể vào tháng 1 năm 1990 thành sáu đảng chính trị (mỗi nước cộng hòa một đảng), ở Serbia có Đảng Xã hội Serbia. |

### Cộng hòa Serbia trong FR Nam Tư / Serbia và Montenegro (1992,2006)
Đảng Xã hội Serbia       Đảng Dân chủ       Sự lựa chọn Dân chủ       Liên minh Dân chủ Xã hội       Đảng Dân chủ Serbia       Không đảng phái
| Thứ                          | Đứng đầu chính phủ (Sinh – mất) | Đứng đầu chính phủ (Sinh – mất) | Đứng đầu chính phủ (Sinh – mất)                 | Nhiệm kỳ                                                                     | Đảng phái                                             | Nội các      | Thành phần                                                                | Bầu cử                                                                    |
| ---------------------------- | ------------------------------- | ------------------------------- | ----------------------------------------------- | ---------------------------------------------------------------------------- | ----------------------------------------------------- | ------------ | ------------------------------------------------------------------------- | ------------------------------------------------------------------------- |
| Prime Ministers 1991 onwards |                                 |                                 |                                                 |                                                                              |                                                       |              |                                                                           |                                                                           |
| 1 (60)                       | Dragutin Zelenović              |                                 | Dragutin Zelenović Драгутин Зеленовић (1928 – ) | ngày 11 tháng 2 năm 1991 – ngày 23 tháng 12 năm 1991                         | Đảng Xã hội Serbia                                    | Zelenović    | SPS                                                                       | 1990                                                                      |
| 2 (61)                       |                                 |                                 | Radoman Božović Радоман Божовић (1953 – )       | ngày 23 tháng 12 năm 1991 – ngày 10 tháng 2 năm 1993                         | Đảng Xã hội Serbia                                    | Božović      | SPS                                                                       | 1990                                                                      |
| 3 (62)                       | không khung                     |                                 | Nikola Šainović Никола Шаиновић (1948 – )       | ngày 10 tháng 2 năm 1993 – ngày 18 tháng 3 năm 1994                          | Đảng Xã hội Serbia                                    | Šainović     | SPS (chính phủ thiểu số ủng hộ bởi đảng SRS)                              | 1992                                                                      |
| 4 (63)                       |                                 |                                 | Mirko Marjanović Мирко Марјановић (1937–2006)   | ngày 18 tháng 3 năm 1994 – ngày 24 tháng 10 năm 2000                         | Đảng Xã hội Serbia                                    | Marjanović I | SPS–ND                                                                    | 1993                                                                      |
| 4 (63)                       | Marjanović II                   | SPS–JUL–SRS                     | Mirko Marjanović Мирко Марјановић (1937–2006)   | ngày 18 tháng 3 năm 1994 – ngày 24 tháng 10 năm 2000                         | Đảng Xã hội Serbia                                    | 1997         |                                                                           |                                                                           |
| 3 (62)                       |                                 |                                 | Milomir Minić Миломир Минић (1950 – )           | ngày 25 tháng 10 năm 2000 – ngày 25 tháng 1 năm 2001                         | Đảng Xã hội Serbia                                    | Minić        | SPS–DOS–SPO (chính phủ chuyển tiếp được thành lậpsau Cách mạng xe ủi đất) | SPS–DOS–SPO (chính phủ chuyển tiếp được thành lậpsau Cách mạng xe ủi đất) |
| 6 (65)                       | Zoran Đinđić                    |                                 | Zoran Đinđić Зоран Ђинђић (1952–2003)           | ngày 25 tháng 1 năm 2001 – ngày 12 tháng 3 năm 2003 (assassinated in office) | Đảng Dân chủ (Phe Dân chủ Đối lập Serbia)             | Đinđić       | DOS                                                                       | 2000                                                                      |
| N/A                          | Nebojša Čović                   |                                 | Nebojša Čović Небојша Човић (1958 – )           | ngày 12 tháng 3 năm 2003 – ngày 17 tháng 3 năm 2003                          | Sự lựa chọn Dân chủ (Phe Dân chủ Đối lập Serbia)      | Quyền        | DOS                                                                       | 2000                                                                      |
| N/A                          | Žarko Korać                     |                                 | Žarko Korać Жарко Кораћ (1947 – )               | ngày 17 tháng 3 năm 2003 – ngày 18 tháng 3 năm 2003                          | Liên minh Dân chủ Xã hội (Phe Dân chủ Đối lập Serbia) | Quyền        | DOS                                                                       | 2000                                                                      |
| 7 (66)                       | Zoran Živković                  |                                 | Zoran Živković Зоран Ђинђић (1960 – )           | ngày 18 tháng 3 năm 2003 – ngày 3 tháng 3 năm 2004                           | Đảng Dân chủ (Phe Dân chủ Đối lập Serbia)             | Živković     | DOS                                                                       | 2000                                                                      |
| 8 (67)                       | Vojislav Koštunica              |                                 | Vojislav Koštunica Војислав Коштуница (1944 – ) | ngày 3 tháng 3 năm 2004 – ngày 5 tháng 6 năm 2006                            | Đảng Dân chủ Serbia                                   | Koštunica I  | DSS–G17+–SPO–NS (chính phủ thiểu số ủng hộ bởi đảng SPS)                  | 2003                                                                      |

### Cộng hòa Serbia (2006 – nay)
Đảng Dân chủ Serbia       Đảng Xã hội Serbia       Đảng Tiến bộ Serbia       Non-party
| Thứ                          | Đứng đầu chính phủ (Sinh – mất) | Đứng đầu chính phủ (Sinh – mất) | Đứng đầu chính phủ (Sinh – mất)                 | Nhiệm kỳ                                            | Đảng phái           | Nội các              | Thành phần                                               | Bầu cử                   |
| ---------------------------- | ------------------------------- | ------------------------------- | ----------------------------------------------- | --------------------------------------------------- | ------------------- | -------------------- | -------------------------------------------------------- | ------------------------ |
| Prime Ministers 2006 onwards |                                 |                                 |                                                 |                                                     |                     |                      |                                                          |                          |
| 1 (67)                       | Vojislav Koštunica              |                                 | Vojislav Koštunica Војислав Коштуница (1944 – ) | ngày 5 tháng 6 năm 2006 – ngày 7 tháng 7 năm 2008   | Đảng Dân chủ Serbia | Koštunica I          | DSS–G17+–SPO–NS (chính phủ thiểu số ủng hộ bởi đảng SPS) | 2003                     |
| 1 (67)                       | Vojislav Koštunica              | Koštunica II                    | Vojislav Koštunica Војислав Коштуница (1944 – ) | ngày 5 tháng 6 năm 2006 – ngày 7 tháng 7 năm 2008   | Đảng Dân chủ Serbia | DS–DSS–G17+ NS–SDP   | 2007                                                     |                          |
| 2 (68)                       | Mirko Cvetković                 |                                 | Mirko Cvetković Мирко Цветковић (1950 – )       | ngày 7 tháng 7 năm 2008 – ngày 27 tháng 7 năm 2012  | Không đảng phái     | Cvetković            | DS–SPS–G17+–SDPS PUPS–SPO–SDAS                           | 2008                     |
| 3 (69)                       | Ivica Dačić                     |                                 | Ivica Dačić Ивица Дачић (1966 – )               | ngày 27 tháng 7 năm 2012 – ngày 27 tháng 4 năm 2014 | Đảng Xã hội Serbia  | Dačić                | SNS–SPS–SDPS PUPS–NS–SDAS–PS URS (until 2013)            | 2012                     |
| 4 (70)                       | Aleksandar Vučić                |                                 | Aleksandar Vučić Александар Вучић (1970 – )     | ngày 27 tháng 4 năm 2014 – ngày 31 tháng 5 năm 2017 | Đảng Tiến bộ Serbia | Vučić I              | SNS–SPS SDPS–PS–NS                                       | 2014                     |
| 4 (70)                       | Aleksandar Vučić                | Vučić II                        | Aleksandar Vučić Александар Вучић (1970 – )     | ngày 27 tháng 4 năm 2014 – ngày 31 tháng 5 năm 2017 | Đảng Tiến bộ Serbia | SNS–SPS SDPS–PS–PUPS | 2016                                                     |                          |
| N/A                          | Ivica Dačić                     |                                 | Ivica Dačić Ивица Дачић (1966 – )               | ngày 31 tháng 5 năm 2017 – ngày 29 tháng 6 năm 2017 | Đảng Xã hội Serbia  | SNS–SPS SDPS–PS–PUPS | 2016                                                     | Acting                   |
| 5 (71)                       | Ana Brnabić                     |                                 | Ana Brnabić Ана Брнабић (1975 – )               | ngày 29 tháng 6 năm 2017 – Incumbent                | Không đảng phái     | Brnabić              | 2016                                                     | SNS–SPS–SDPS PS–PUPS–SNP |

## Các cựu thủ tướng còn sống
| Name               | Term      | Date of birth             |
| ------------------ | --------- | ------------------------- |
| Dušan Čkrebić      | 1974–1978 | ngày 7 tháng 8 năm 1927   |
| Dragutin Zelenović | 1991      | ngày 19 tháng 5 năm 1928  |
| Radoman Božović    | 1991–1993 | ngày 13 tháng 1 năm 1953  |
| Nikola Šainović    | 1993–1994 | ngày 7 tháng 12 năm 1948  |
| Milomir Minić      | 2000–2001 | ngày 5 tháng 10 năm 1950  |
| Zoran Živković     | 2003–2004 | ngày 22 tháng 12 năm 1960 |
| Vojislav Koštunica | 2004–2008 | ngày 24 tháng 3 năm 1944  |
| Mirko Cvetković    | 2008–2012 | ngày 16 tháng 8 năm 1950  |
| Ivica Dačić        | 2012–2014 | ngày 1 tháng 1 năm 1966   |
| Aleksandar Vučić   | 2014–2017 | ngày 5 tháng 3 năm 1970   |